# Jan Samuel Pac
Jan Samuel Pac herbu Gozdawa (ur. ok. 1616, zm. przed 19 października 1654) – dworzanin królewski, poseł na sejmy, od 1654 podstoli litewski.
Syn Samuela, chorążego wielkiego litewskiego. Po raz pierwszy wystąpił na arenie politycznej w lutym 1634, biorąc udział w sejmiku deputackim w Brześciu Litewskim. Przed 1638 został dworzaninem królewskim. Na sejmie 1638 r. został wyznaczony na komisarza do rozgraniczenia województw smoleńskiego i czernihowskiego. Posłował z powiatu mozyrskiego na sejm 1641. Od lipca 1648 brał udział w tłumieniu powstania kozackiego na Zadnieprzu. Wojsko wystawił i utrzymywał z własnej kieszeni.Rekompensując tak poważne wydatki król dał mu 6 marca 1651 dobra Szerścin, Prysno i Lipnicze w powiecie rzeczyckim, a 14 maja 1652 przywilej na bogate wójtostwo mohylewskie. Pac był posłem na sejm nadzwyczajny 1652 roku. Na sejmie nadzwyczajnym 1652 roku wyznaczony z Koła Poselskiego komisarzem do zapłaty wojsku Wielkiego Księstwa Litewskiego. We wrześniu 1654 otrzymał urząd podstolego litewskiego.
Był dwukrotnie żonaty. W 1641 poślubił córkę Aleksandra Dadźboga Sapiehy Krystynę Konstancję (zm. 1649), a 1652 w Wilnie Zofię Isajkowską, wdowę po Janie Dusiackim. Jan Samuel nie pozostawił potomstwa. Wdowa Zofia wyszła po raz trzeci za mąż przed 1657 za Wiktoryna Konstantego Mleczkę, sędziego ziemskiego żmudzkiego. Zadłużone majętności Woroncewicze będące wianem pierwszej żony i Kiwatycze dopiero w 1678 wykupił od monasteru Św. Ducha w Wilnie Michał Kazimierz Pac hetman wielki litewski. Uroczysty pogrzeb Jana Samuela odbył się dopiero 4 sierpnia 1670 (razem z pogrzebem jego brata Dominika Kazimierza) w katedrze wileńskiej.